# Il massacro dei Maori
Il massacro dei Maori è un film neozelandese del 1983, diretto da Geoff Murphy. La trama del film è imperniata sul concetto Maori Utu nella sua accezione di rivalsa, vendetta di chi restituisce quanto subito.
Il film fu presentato fuori concorso al festival di Cannes di quell'anno.

## Trama
Durante le guerre neozelandesi alla fine degli anni '60 del 1800, l'unità militare di Te Wheke, guida Maori nell'esercito britannico, si imbatte in un villaggio che è stato massacrato; lui, riconoscendolo come il suo, diserta l'esercito e organizza una forza guerrigliera per terrorizzare le forze d'invasione britanniche. Quando l'unità distrugge la casa di Williamson e uccide sua moglie Emily, Williamson promette di cacciare Te Wheke e ucciderlo. Nel frattempo, lo scout dell'esercito Wiremu e il veterano della recente guerra dei Boeri, tenente Scott, mirano a rintracciare loro stessi Te Wheke, usando anche tecniche di guerriglia contro la volontà del corrotto Colonnello Elliot.

## Riconoscimenti
- 1986 – Festival internazionale del cinema di Porto
  - Candidatura per il miglior film

## Date di uscita
- Francia: 27 giugno 1984
- USA: 13 settembre 1984 (New York City, New York)
- Portogallo: 20 dicembre 1985
- Portogallo: febbraio 1986 (Fantasporto Film Festival)
- Germania Ovest: 21 agosto 1986
- Australia: 25 settembre 1986
- USA: 5 novembre 2014 (Hawaii Film Festival)
- Francia: 29 marzo 2017 (ri-distribuzione) (versione restaurata UTU Redux)